# Curry en Van Inkel
Curry & Van Inkel was een Nederlands radioprogramma, gepresenteerd door Adam Curry en Jeroen van Inkel.

## Geschiedenis
Door de overstap van Erik de Zwart naar TROS Hilversum 3 eind april 1984, vallen er enkele gaten in de vrijdag programmering van Veronica op Hilversum 3. Onder andere het populaire "Bart & de Zwart" wat vanaf 8 oktober 1982 op de vrijdagavond tussen 19:00 en 22:00 uur werd uitgezonden, moest zonder De Zwart verder.
Vanaf eind april 1984 presenteerden
Jeroen van Inkel en Bart van Leeuwen  op de vrijdagavond Bart en Van Inkel bij Veronica op Hilversum 3 (vanaf 1-12-1985 Radio 3). Toen Bart van Leeuwen op 25 mei 1984 ziek was, nam Adam Curry voor één keer zijn plaats in. Daarom werd dit de eerste officieuze uitzending van Curry & Van Inkel. "Turn Your Back On Me'" van Kajagoogoo was op deze dag Veronica Alarmschijf op Hilversum 3.
Toenmalig radio directeur bij Veronica, Lex Harding, hoorde deze uitzending en was mega enthousiast. Zodoende werd een paar maanden later op 12 oktober 1984 de eerste officiële Curry & Van Inkel rechtstreeks vanuit het NOS-audiocentrum te Hilversum uitgezonden. "I'm Gonna Tear Your Playhouse Down" van Paul Young was op deze dag Veronica Alarmschijf op Hilversum 3.
Curry & Van Inkel, die elkaar leerden kennen bij de Amsterdamse radiopiraat Decibel, was een radioprogramma dat zich kenmerkte door een duopresentatie en brutale stijl met veel gepraat in een tijd waarin dat niet gebruikelijk was. Curry & Van Inkel introduceerden diverse Amerikaanse radiovondsten op de Nederlandse radio: de jingles in liedjesvorm, het tromgeroffel op een drumstel in de studio en het weggeven van prijzen aan bellers en briefschrijvers. Ook het gebruik van de Optimod voor een beter, harder en helderder FM-stereogeluid, werd door Adam Curry en Jeroen van Inkel namens Veronica en in samenwerking met de TROS vanaf begin 1986 op dan Radio 3 geïntroduceerd.
Het programma werd tussen 19:00 en 22:00 uur op de vrijdagavond uitgezonden. Een vast onderdeel was Ben Liebrands Minimix, die om twee platen over negen werd uitgezonden. Het programma liep van 12 oktober 1984 tot en met 16 oktober 1987. Het destijds razend populaire radio programma zorgde in de ruim drie jaar dat het werd uitgezonden, voor mega luistercijfers bij Hilversum 3 en vanaf 6 december 1985 op Radio 3. Op vrijdagavond trok het programma meer dan 700.000 luisteraars.
Op 16 oktober 1987 was de allerlaatste uitzending op Radio 3. Faith van George Michael was op deze vrijdag Veronica Alarmschijf. Curry vertrok eind oktober 1987 met zijn toenmalige vriendin  Patricia Paay naar New York en ging aan het werk voor het toen net gelanceerde MTV Europe, wat wereldwijd via de satelliet en sommige kabelnetten werd uitgezonden vanuit New York. 
Van Inkel presenteerde na de laatste uitzending met Adam Curry het programma op 23 oktober 1987 in zijn eentje. Na de overstap van Rob Stenders eind oktober 1987 (als opvolger van Curry) van de VARA naar Veronica,  werd het programma vanaf 30 oktober 1987 opgevolgd door Stenders en Van Inkel en later vanaf 13 september 1991 tot en met 5 maart 1992 Dinges en Van Inkel en vanaf 13 maart 1992 tot en met 2 oktober 1992 Staverman en Van Inkel. Op vrijdag 2 oktober 1992 is er de laatste "volle vrijdag" van Veronica op Radio 3. Vanaf de week erna (10 oktober 1992) verhuist Veronica door de nieuwe Radio 3 programmering op het eveneens vernieuwde Radio 3 naar de zaterdag. Dat betekent ook het einde van enkele legendarische Veronica Radio 3 programma's en na ruim acht jaar een onvermijdelijk einde aan het Veronica vrijdagavond-fenomeen op 3.
In september 2006 kwam er een vergelijkbaar programma op de radio: Ekstra Weekend, dat werd gemaakt door Gerard Ekdom en Michiel Veenstra. Dit werd ook op de vrijdagavond uitgezonden tussen 19:00 en 22:00 uur op dezelfde zender, die tegenwoordig NPO 3FM heet.
Bijna vijf jaar na de laatste uitzending, op vrijdagavond 22 mei 1992, nam Curry voor de voorlopig laatste reünie op Radio 3 nog eenmaal samen met Van Inkel plaats achter de microfoon en de mengtafel. Er waren eerdere reünies in mei 1988 tijdens de live-uitzendingen op Radio 3 vanuit Montreux en op vrijdag 1 februari 1991 tussen 6:00 en 9:00 uur tijdens Ook Goeiemorgen.
Op 13 juli 2015 maakten de twee dj's weer samen een uitzending, ditmaal vanuit de auto via het medium Periscope.
Op vrijdag 7 september 2018 maakten Rob Stenders en Jeroen van Inkel nog eenmaal samen een rëunie-uitzending van opvolger Stenders & van Inkel vanaf de zolderkamer van Stenders' huis in Almere, dit in het kader van de NPO Radio 2 Collecteweek voor het KWF. Zij hadden bezworen nooit meer samen te presenteren, omdat het alleen maar slechter zou kunnen worden dan het was, maar maakten voor de KWF Collecteweek een uitzondering. De tweede rëunie-uitzending volgde op vrijdag 25 september 2019. In het kader van de week van de jaren 80 op NPO Radio 5, presenteerden Rob en Jeroen samen tussen 7:00 en 10:00 uur het ochtendprogramma Je dag is goed.